# Albany (Texas)
Pour les articles homonymes, voir Albany.
La ville d’Albany est le siège du comté de Shackelford, dans l’État du Texas, aux États-Unis. Sa population s’élevait à 2 034 habitants lors du recensement de 2010, estimée à 1 983 habitants en 2017.

## Démographie
| Groupe            | Albany | Texas | États-Unis |
| ----------------- | ------ | ----- | ---------- |
| Blancs            | 93,3   | 70,4  | 72,4       |
| Autres            | 2,8    | 10,6  | 6,4        |
| Métis             | 2,6    | 2,7   | 2,9        |
| Amérindiens       | 0,7    | 0,7   | 0,9        |
| Afro-Américains   | 0,4    | 11,9  | 12,6       |
| Asiatiques        | 0,2    | 3,8   | 4,8        |
| Total             | 100    | 100   | 100        |
|                   |        |       |            |
| Latino-Américains | 10,5   | 37,6  | 16,7       |

Selon l'American Community Survey, pour la période 2011-2015, 91,10 % de la population âgée de plus de 5 ans déclare parler l'anglais à la maison et 8,9 % l'espagnol.

## Source
- (en) Cet article est partiellement ou en totalité issu de l’article de Wikipédia en anglais intitulé « Albany, Texas » (voir la liste des auteurs).

1. ↑  (en) « Albany, TX Population - Census 2010 and 2000 », sur censusviewer.com.
2. ↑  (en) « Population of Texas - Census 2010 and 2000 », sur censusviewer.com.
3. ↑  (en) « Language spoken at home by ability to speak English for the population 5 years and over », sur factfinder.census.gov.